# 9090 Chirotenmondai
9090 Chirotenmondai eller 1995 UW8 är en asteroid i huvudbältet som upptäcktes den 28 oktober 1995 av de båda japanska astronomerna Kazuro Watanabe och Kin Endate vid Kitami-observatoriet. Den är uppkallad efter Chiro-observatoriet.
Asteroiden har en diameter på ungefär 18 kilometer.